# تونس في الألعاب المتوسطية 1983
شاركت تونس في الألعاب المتوسطية 1983 في الدار البيضاء وفازت بأربع ميداليات ذهبية, فضية و 4 ميداليات برونزية.